# Pilisjászfalu

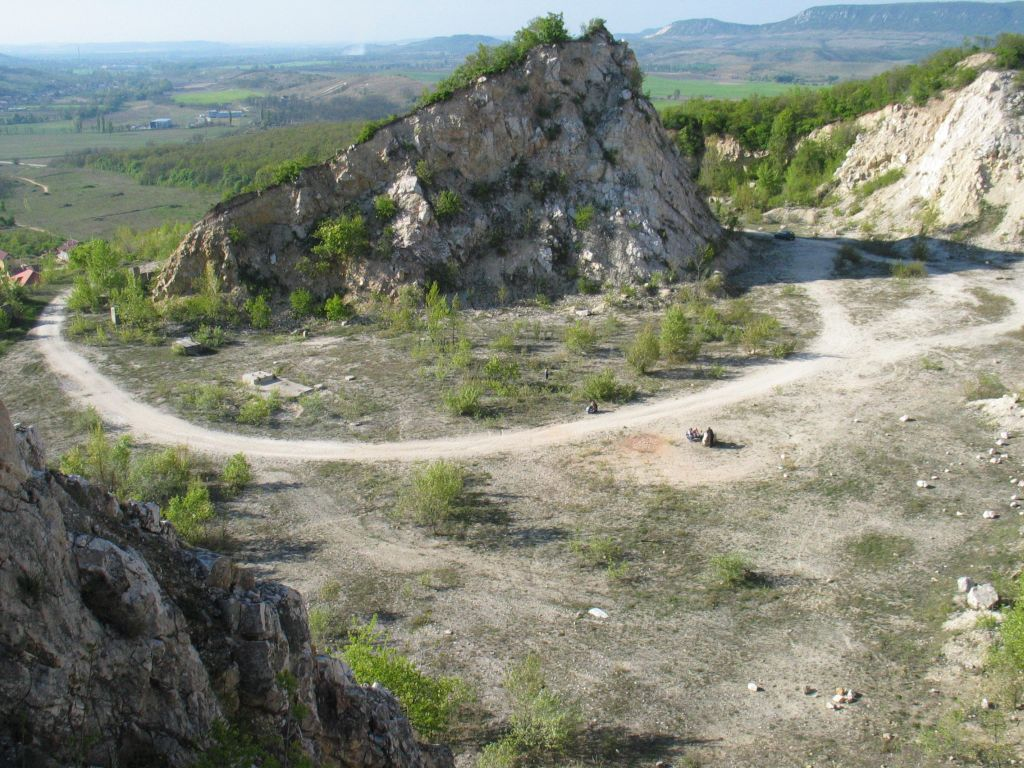
Bánya

Pilisjászfalu község Pest vármegyében, a Pilisvörösvári járásban, a budapesti agglomerációban.

## Fekvése
A megye északnyugati szélén fekszik, Budapest központjától 30 kilométerre északnyugatra. Természetföldrajzilag a Pilis és a Budai-hegység határán, s a Dorogi-medence délkeleti szélén helyezkedik el, a Kenyérmezői-patak völgyében.
Határain belül az alföldi és a középhegységi felszíni formák egyaránt fellelhetők. Az emelkedő dolomitrétegekkel váltakozó, úgynevezett dachsteini mészkőrögök változatossá teszik a tájat. A dombokon barna erdőtalajok, a lábaknál homoktalajok, a völgyek helyenként pangóvizes területein öntéstalajok alakultak ki, ahol az első katonai térképek mocsaras területeket jelöltek. A Kis- és a Nagy-Somlyó jelenleg is feltárás alatt lévő barlangjai, pl. a Nagy-Somlyóhegyi-barlang gazdag kalcitkristály-lelőhelyek. A Kenyérmezői-patak mentén mocsári és lápnövényzetet találunk.
A falu közigazgatási területének valaha kétharmadát borító erdők csökkenésével egyenes arányban nőtt a szántók, illetve a beépített területek aránya. A természetes növénytakarót azonban a mészkőbányászat utóbbi százötven éve is pusztította, maradandó sebeket ütve a hegyek oldalában. A megmaradt erdők állandó és kedvelt tartózkodási helyei a fácánoknak, vaddisznóknak, őzeknek.
A közvetlenül határos települések: észak felől Piliscsév, kelet-délkelet felől Piliscsaba, dél felől Tinnye, délnyugat felől Úny, nyugat felől Dág, északnyugat felől pedig Leányvárral.

### Megközelítése
Legfontosabb közúti megközelítési útvonala a 10-es főút, amely végighalad a belterülete déli szélén; Tinnyével a Zsámbék térségétől idáig húzódó 102-es főút köti össze.
A hazai vasútvonalak közül a Budapest–Esztergom-vasútvonal érinti, melynek egy megállóhelye van a faluban, Pilisjászfalu megállóhely.

## Története
A jászok első említése a Pilisben 1325-ből származik. A letelepített jászok faluja a török hódoltság alatt lakatlan területté vált. A török kiűzése után Tinnyéhez tartozó szabad puszta volt, melynek a Miskey és gróf Cseszneky családok voltak fő birtokosai.
Az 1870-es években 226 lakosa volt, melyből 146 római katolikus, 80 pedig helvét vallásúnak tartotta magát.
A települést 1950-ben Piliscsabához csatolták (Tinnyével együtt), a település így Piliscsaba-Jászfalu néven létezett.
A választók 86%-a 1994-ben a Piliscsabáról való leválás mellett szavazott, így augusztus 25-én Pilisjászfalu néven ismét önálló településsé alakult.
A lakosságszám 2004-ben meghaladta az 1350 főt.

## Közélete

### Polgármesterei
- 1994–1998: Gaál Áron (független)[4]
- 1998–2000: Gaál Áron (független)[5]
- 2000–2002: Kékesi László Ferenc (független)[6][7]
- 2002–2006: Kékesi László (független)[8]
- 2006–2007: Bartha László (független)[9]
- 2007–2008: Gál Gabriella (független)[10]
- 2008–2010: Bányai József (független)[11]
- 2010–2014: Bányai József (Fidesz)[12]
- 2014–2019: Bányai József (Fidesz)[13]
- 2019–2021: Székely Róbert (független)[14]
- 2022–2024: Borsó András (független)[15]
- 2024– : Szántó Vilmos (független)[1]

A településen 2000. július 23-án időközi polgármester-választást tartottak, az előző polgármester lemondása miatt.
A 2006–2010 közti önkormányzati ciklusban kétszer is időközi polgármester-választást (és képviselő-testületi választást) kellett tartani Pilisjászfalun, mindkét esetben az előző képviselő-testület önfeloszlatása miatt. A 2007. július 15-én megtartott választáson az addigi polgármester is elindult, de 13,35 %-os eredményével, hat jelölt közül csak a harmadik helyet érte el. A ciklus második időközi választásán a hivatalban lévő polgármester nem indult el, posztjáért ebben az évben már csak ketten versengtek.
A település 2019-ben adósságrendezés alá került. A Bányai József vezette önkormányzat 170 millió Ft tartozást halmozott fel, melyet előreláthatólag 2027 végére sikerül rendeznie a jelenlegi vezetésnek.
Ugyancsak időközi választásra került sor a községben 2022. június 19-én, mert az előző faluvezető 2021 novemberében, anyagi megfontolások miatt leköszönt tisztségéről.

## Népesség
A település népességének változása:
| Lakosok száma | 817  | 982  | 1548 | 1565 | 1571 | 1563 | 1649 | 1785 | 1968 | 2138 |
|               | 1995 | 2001 | 2011 | 2012 | 2013 | 2015 | 2018 | 2021 | 2023 | 2024 |

A 2011-es népszámlálás során a lakosok 86%-a magyarnak, 0,4% cigánynak, 0,3% lengyelnek, 2,2% németnek, 0,4% románnak, 0,2% szlováknak mondta magát (14% nem nyilatkozott; a kettős identitások miatt a végösszeg nagyobb lehet 100%-nál). A vallási megoszlás a következő volt: római katolikus 37,5%, református 10,2%, evangélikus 1,4%, görögkatolikus 1,7%, felekezeten kívüli 18,4% (29,5% nem nyilatkozott).
2022-ben a lakosság 90,1%-a vallotta magát magyarnak, 2,7% németnek, 0,6% cigánynak, 0,3% románnak, 0,2-0,2% ukránnak, horvátnak, szlováknak és lengyelnek, 0,1-0,1% szerbnek, szlovénnek, görögnek és örménynek, 5,3% egyéb, nem hazai nemzetiségűnek (9,7% nem nyilatkozott; a kettős identitások miatt a végösszeg nagyobb lehet 100%-nál). Vallásuk szerint 27,7% volt római katolikus, 7,7% református, 1,6% görög katolikus, 1,3% evangélikus, 0,2% izraelita, 1,7% egyéb keresztény, 0,3% egyéb katolikus, 16,7% felekezeten kívüli (42,5% nem válaszolt).

## Nevezetességei
- Székelykapu
- Millecentenáriumi emlékmű (a játszótérrel szemben)
- 1848-as emlékmű (az óvoda mellett a Kápolna utcában)[24]
- Hagyományőrző park
- Jászok emlékköve